# Strange Clouds (album)
Pour les articles homonymes, voir Strange Clouds.
Albums de B.o.B
B.o.B Presents: The Adventures of Bobby Ray
(2010) Underground Luxury
(2013)
Singles
1. Strange Clouds
Sortie : 27 septembre 2011
2. So Good
Sortie : 21 février 2012
3. Both of Us
Sortie : 22 mai 2012
4. Out of My Mind
Sortie : 8 octobre 2012

Strange Clouds est le deuxième album studio de B.o.B, sorti le 1er mai 2012 aux États-Unis.
Pour cet album, B.o.B a travaillé avec des producteurs tels que Dr. Luke, Ryan Tedder ou encore T.I..
L'album s'est classé 1er au Top R&B/Hip-Hop Albums et au Top Rap Albums, 2e au Top Digital Albums et 5e au Billboard 200 et a été certifié disque de platine par la Recording Industry Association of America (RIAA) le 5 août 2016.

## Liste des titres
| No  | Titre                                                                                 | Auteur                                                                             | Contient un (des) sample(s) de               | Durée |
| --- | ------------------------------------------------------------------------------------- | ---------------------------------------------------------------------------------- | -------------------------------------------- | ----- |
| 1.  | Bombs Away (featuring Morgan Freeman – Produit par B.o.B)                             | Bobby Ray Simmons, Jr.                                                             |                                              | 5:28  |
| 2.  | Ray Bands (Produit par B.o.B et Jamieson Jones)                                       | Simmons, Jr., Jamieson Xavier Jones                                                |                                              | 3:48  |
| 3.  | So Hard to Breathe (Produit par B.o.B et Sean Garrett)                                | Simmons, Jr., Sean Garrett, DeLarry Sanders, Takenhiko Kato, Kyle King             |                                              | 4:21  |
| 4.  | Both of Us (featuring Taylor Swift – Produit par Dr. Luke et Cirkut)                  | Simmons, Jr., Ammar Malik, Lukasz Gottwald, Henry Walter, Taylor Swift             |                                              | 3:36  |
| 5.  | Strange Clouds (featuring Lil Wayne – Produit par Dr. Luke et Cirkut)                 | Simmons, Jr., Dwayne Carter, Jr., Gottwald, Walter                                 |                                              | 3:47  |
| 6.  | So Good (Ryan Tedder)                                                                 | Simmons, Jr., Ryan Benjamin Tedder                                                 |                                              | 3:33  |
| 7.  | Play for Keeps (Valentino Khan)                                                       | Simmons, Jr.                                                                       |                                              | 3:22  |
| 8.  | Arena (featuring Chris Brown et T.I. – Produit par Nard & B)                          | Simmons, Jr., Clifford Joseph Harris, Jr.                                          |                                              | 4:27  |
| 9.  | Out of My Mind (featuring Nicki Minaj – Produit par Dr. Luke et Billboard)            | Simmons, Jr., Onika Tanya Maraj                                                    | Airplanes de B.o.B featuring Hayley Williams | 3:43  |
| 10. | Never Let You Go (featuring Ryan Tedder – Produit par Ryan Tedder et Noel Zancanella) | Simmons, Jr., Tedder, Noel Zancanella                                              |                                              | 4:20  |
| 11. | Chandelier (featuring Lauriana Mae – Produit par Frequency et Super Water Sympathy)   | Simmons, Jr., Ansley Hughes & Clyde Hargrove of Super Water Sympathy, Bryan Fryzel |                                              | 4:00  |
| 12. | Circles (Produit par Mynority et B.o.B)                                               | Simmons, Jr.                                                                       |                                              | 3:47  |
| 13. | Just a Sign (featuring Playboy Tre – Produit par Kutta)                               | Simmons, Jr., Clarence Montgomery III                                              |                                              | 5:58  |
| 14. | Castles (featuring Trey Songz – Produit par Kool Kojak)                               | Simmons, Jr., Allan Grigg, Tremaine Aldon Neverson                                 |                                              | 3:54  |
| 15. | Where Are You (B.o.B vs. Bobby Ray) (Produit par B.o.B)                               | Simmons, Jr.                                                                       |                                              | 4:51  |

| 16. | MJ (featuring Nelly – Produit par Unik et Lil' C)               | Simmons, Jr., Cornell Haynes, Jr., Nikolaos Giannulidis, Cordale Quinn |                                                                      | 4:04 |
| 17. | Back It Up for Bobby (Produit par AD et Nard & B)               | Simmons, Jr.                                                           | Supercalifragilisticexpialidocious de Julie Andrews et Dick Van Dyke | 4:04 |
| 18. | What Are We Doing (Produit par B.o.B et Jim Jonsin)             | Simmons, Jr., James Scheffer, Frank Romano                             |                                                                      | 3:27 |
| 19. | Guest List (featuring Roscoe Dash – Produit par B.o.B et Kutta) | Simmons, Jr., Jeffery Johnson Jr.                                      |                                                                      | 3:46 |
| 20. | Ms. Professional (Produit par Kutta)                            | Simmons, Jr., Montgomery III                                           |                                                                      | 4:42 |